# Eggo
« Frères Dorsa » redirige ici. Pour les autres significations, voir Dorsa (homonymie).
Eggo est une marque américaine de gaufres précuites surgelées, créée en 1953 à San José, en Californie, par les frères Dorsa, sous le nom Froffle. Depuis 1970, elle est la propriété de Kellogg's.

## Histoire
Les Eggo sont des gaufres précuites surgelées créées à San José, en Californie,, par Frank Joseph Dorsa, Sr. — dit Frank, (11 août 1907 – 17 janvier 1996) — et ses deux frères et associés, Anthony,, et Samuel — dits respectivement Tony et Sam,,,.
La vente des Eggo débute en 1953,, dans les supermarchés. 1953 est retenue comme l'année de leur invention,, bien que les frères Dorsa aient déposé la demande d'enregistrement de leur mascotte — l'œuf anthropomorphe Mr Eggo — dès le 20 décembre 1952. Il s'agit alors d'un produit innovant. 
La recette originale des gaufres Eggo est créée en 1936 par les frères Dorsa qui la commercialisent sous la forme d'une pâte déshydratée.
Les gaufres congelées sont d'abord appelées « Froffles », un mot-valise formé à partir de frozen waffles (« gaufres congelées ») par apocope de frozen (> fro-) et de aphérèse de waffles (> -ffles). Mais leurs consommateurs les surnomment « eggos », un mot dérivé de l'adjectif eggy. Elles sont appelées « Eggo » en raison de leur goût d'œuf (egg, en anglais).
En 1972, Kellogg's lancent les slogans « Leggo my Eggo » aux États-Unis et au Canada anglophone, d'une part, et « Régal égale Eggo » au Canada francophone, d'autre part.
Les gaufres Eggo sont très populaires en Amérique du Nord. En 2009, elles représentent 73 % des gaufres congelées vendues aux États-Unis,.
En 2016, les produits de la marque Eggo ne sont distribués qu'aux États-Unis et au Canada. La gamme de produits de la marque Eggo s'est étendue. Les gaufres existent désormais en deux formats (classique et « minis »), trois teneurs en fibres (classique, « plus » et « plus fibres ») et plusieurs saveurs (« originale », babeurre, bleuets ou encore cannelle et cassonade) ; d'autre part, des « gaufres belges », plus épaisses, ont permis une montée en gamme de la marque. En outre, Eggo est devenue une marque-ombrelle couvrant d'autres produits précuits congelés tels que des crêpes (américaines) ou encore, aux États-Unis, du pain doré.
En 2016, le placement de produit des gaufres de la marque Eggo dans des épisodes de la première saison de la série Stranger Things, diffusée à partir du 15 juillet sur Netflix, contribue à les faire connaître dans les pays où elles ne sont pas commercialisées,. Elles sont, en effet, le mets préféré d'Eleven (« Onze », dans la version française), un des personnages principaux de la série, interprété par la jeune actrice britannique Millie Bobby Brown ; et elles servent à l'intrigue. À la suite du succès de la première saison de la série, les gaufres et/ou leurs boîtes sont devenues des accessoires du parfait déguisement en Eleven, dont le costume a été l'un des plus populaires pour l'Halloween en 2016,,. L'action de la première saison de la série se déroulant en 1983 et les gaufres ayant depuis changé de packaging, Kellogg's a mis en ligne, le 17 octobre 2016, via Twitter, le moyen de créer une réplique d'une boîte de 1983,,. La marque Eggo n'étant pas commercialisée au Royaume-Uni, le New Musical Express a publié, le 25 octobre 2016, « sa » recette des gaufres. Le partenariat de Kellogg's avec Netflix se poursuit en 2017 avec la bande annonce de la seconde saison de Stranger Things : diffusée le 5 février, lors du Super Bowl LI, elle débute par un spot publicitaire rétro pour les gaufres Eggo.